# اندره پالوتس
اِندره پالوتس (مجاری: Palócz Endre; ۲۳ مارس ۱۹۱۱ – ۱۱ ژانویهٔ ۱۹۸۸) ورزشکار شمشیربازی اهل مجارستان بود.
وی در مسابقات کشوری و بین‌المللی در مجموع برندهٔ ۱ مدال برنز شده‌است.